# Раймонд де Бо де Куртезон (граф Солето)
Раймонд де Бо де Куртезон (фр. Raymond des Baux de Courthézon, ок. 1303 — 5 августа 1375) — государственный деятель и военачальник Сицилийского королевства, граф Солето с 1315.
Сын Гуго де Бо де Куртезона, графа Солето, сенешаля Сицилийского королевства, и Жаклин (Якопы) делья Марра. Второй и последний сеньор из линии Солето дома де Бо де Куртезон, младшей ветви дома де Бо д’Оранж.

## Биография
Был одним из наиболее замечательных представителей фамилии де Бальц (де Бо). Два столетия спустя провансальский историк Жан де Нострдам сказал о нём: «он оставил славное и бессмертное имя, которое никогда не может быть забыто». В 1332 получил должность камергера короля Роберта. Капитан-генерал и юстициарий Капитанаты в 1335 и 1347, капитан-генерал и юстициарий Терра ди Лаворо в 1335—1337, маршал Сицилийского королевства в 1338—1341 и 1342—1351, капитан-генерал Апулии в 1341, капитан-генерал Беневенто в 1343.
Когда в 1348 Людовик Венгерский вступил в Неаполь, чтобы отомстить за убитого брата, и Джованна I с новым мужем Людовиком Тарентским в страхе бежала в Прованс, именно Раймонд сначала восстановил в стране порядок, а затем обеспечил возвращение суверенов.
Чтобы его за это вознаградить, королева в 1350 даровала в полную собственность и навечно ему и его законным наследникам замки Гайе, Райстель, Сайсон, Турв и их земли, расположенные в бальяжах Бриньоль и Сен-Максимен в Провансе, с годовым пенсионом в 400 золотых флорентийских флоринов, взимаемых из доходов с соляной габели Берра. Слишком занятый в Италии, чтобы вступить во владение, Раймонд отправил туда своих представителей в 1351. Не обошлось без сложностей: Джованна и её муж уведомили жителей письмом от 3 ноября 1351 о том, что им надлежит принести присягу своему новому сеньору через его представителей. Раймонд 16 апреля 1353 предоставил населению особые вольности; но жители, перед тем как его признать, требовали дополнительных привилегий, и только получив обещание, что их требования будут удовлетворены, 23 марта 1354, принесли ему присягу верности.
В 1355 королева добавила к своему дару замки Ферьер, Жонкьер и Сен-Женье с разрешением держать для их защиты корабль в лагуне Мартиг.
В 1352 был назначен великим камерлингом Сицилийского королевства, в 1355 губернатором Барлетты и Бриндизи, а затем отправлен в чине генерал-капитана командовать армией на Сицилии против Федериго III Арагонского. Был взят в плен в битве при Катании. Джованна решила заложить свои драгоценности, чтобы его выкупить, но Федериго не хотел отпускать такого пленника за обычный выкуп и потребовал взамен предоставить свободу своим сестрам, принцессам Бланке и Иоланде, которых Джованна держала в плену в Неаполе.
В 1365—1370 Раймонд активно участвовал в улаживании конфликта между своей двоюродной племянницей Екатериной де Куртезон и кузенами Раймондом V де Бо, принцем Оранским, и Бертраном де Бо, сеньором де Жигонда.
Удалившийся в конце жизни в свой замок Казалуче близ Аверсы, он снова должен был оказать королеве и стране важные услуги, когда начался конфликт между Джованной и Франсуа де Бо, герцогом Андрии, слишком возгордившимся положением своего сына Жака, ставшего наследником владений и титулов Тарентского дома. Став самым могущественным из сеньоров королевства, Франсуа своей гордыней возбудил против себя зависть всей аристократии и подозрения королевы, которая после тщетных попыток призвать его ко двору, приказала осадить Франсуа в его замке Тиано. Он сумел сбежать и укрыться в Провансе, откуда вернулся во главе 15-тыс. армии, наведя страх на королевство. Мятежник посетил в Казалуче своего кузена, который дал ему почувствовать всю недостойность его поведения, спросив, неужели тот хочет обесчестить и покрыть позором имя семьи де Бо, после чего уговорил его вернуться в Прованс (1374).
Рядом с замком Казалуче граф приказал построить знаменитый монастырь, посвященный Царице Небесной.

## Семья
1-й брак: Екатерина делла Леонесса (ум. 1330), дочь Джованни делла Леонессы, сеньора ди Монтемарано, и Филиппы де Жуанвиль
2-й брак (1332): Маргарита д’Аквино
3-й брак (1337): Изабелла д’Апиа
У него не было детей и его наследство перешло к племянникам — сыновьям его старшей сестры Свевы, которая была замужем за Роберто Орсини, графом Нолы и палатином Неаполя. Графство Солето перешло к их внуку Раймондо с условием, что тот добавит к своей фамилии имя Бальц и будет зваться дель Бальцо-Орсини (Бо дез Юрсен).